# Адріан Хусіно
Адріан Джонні Хусіно Серруто (ісп. Adrián Johnny Jusino Cerruto; нар. 9 липня 1992, Спрингфілд) — болівійський футболіст, захисник клубу «Зе Стронгест» та національної збірної Болівії. Відомий за виступами в низці болівійських та закордонних клубів. Чемпіон Болівії.

## Клубна кар'єра
У дорослому футболі Адріан Хусіно дебютував 2013 року виступами за американську команду «Уніон Маестранса», в якій провів один сезон. Пізніше грав у клубі «Вентура Каунті Фьюжн», після чого повернувся на батьківщину до клубу «Олвейс Реді». У 2018 році футболіст грав у складі американського клубу «Талса Рафнекс», а наступного року перейшов до болівійського клубу «Болівар», у якому став чемпіоном країни. На початку 2021 року Хусіно перейшов до грецького клубу «Лариса», але вже в цьому році повернувся на батьківщину до клубу «Зе Стронгест». Станом на 22 жовтня 2024 року відіграв за команду з Ла-Паса 96 матчів в національному чемпіонаті.

## Виступи за збірну
2019 року дебютував в офіційних матчах у складі національної збірної Болівії. У складі збірної був учасником розіграшу Кубка Америки 2019 року у Бразилії, розіграшу Кубка Америки 2021 року у Бразилії, розіграшу Кубка Америки 2024 року у США.

## Титули і досягнення
- Чемпіон Болівії (1):

«Болівар»: Апертура 2019